# ویویان (پیپر ماریو)
ویویان (ژاپنی: ビビアン هپبورن: Bibian) شخصیتی می‌باشد که در سال ۲۰۰۴ در بازی ویدئویی نقش آفرینی پیپر ماریو: توزند یر دور حضور پیدا کرده بوده‌است. ویویان در وهلهٔ اول به‌عنوان دشمن شخصیت بازیکن یعنی ماریو ایفای نقش می‌کند اما بعد از کمک ماریو به وی، ویویان به پارتی بازیکن می‌پیوندد. در نسخهٔ اصلی ژاپنی و برخی از ترجمه‌های زبان‌های اروپایی ویویان یک زن تراجنسیت می‌باشد این در این حالیست که اسکریپت نسخه‌های انگلیسی از هرگونه اشاره به وضعیت تراجنسیتی وی دست نگه‌داشته یا به گونه‌ای اسکریپت دست‌کاری شده‌است.